# Прихова (Назарє)
Прихова (словен. Prihova) — поселення в общині Назарє, Савинський регіон, Словенія. Висота над рівнем моря: 347 м.